# Hymenolobium sericeum
Hymenolobium sericeum es una especie de planta floral del género Hymenolobium, tribu Dalbergieae, subfamilia, Faboideae.

## Distribución
Se distribuye por Brasil. Crece en el bioma tropical húmedo.

## Taxonomía
Fue descrita por Ducke y publicada en Trop. Woods 47: 4 (1936).